# Nizip (district)
Nizip is een Turks district in de provincie Gaziantep en telt 129.432 inwoners (2007). Het district heeft een oppervlakte van 1046,3 km².
De bevolkingsontwikkeling van het district is weergegeven in onderstaande tabel.
| 1997    | 2000    | 2007    |
| ------- | ------- | ------- |
| 111.877 | 115.043 | 129.432 |